# Вауки
Вау́ки (бел. Ваву́кі, пол. Wauki) — деревня в Сморгонском районе Гродненской области Белоруссии.
Входит в состав Кревского сельсовета.
Расположена в южной части района у югу от леса Кревщина. Расстояние до районного центра Сморгонь по автодороге — около 27 км, до центра сельсовета агрогородка Крево по прямой — чуть более 2 км. Ближайшие населённые пункты — Клышки, Крево, Раковцы. Площадь занимаемой территории составляет 0,8340 км², протяжённость границ 11240 м.
Согласно переписи население Вауков в 1999 году насчитывало 64 жителя.
Через деревню проходит автомобильная дорога местного значения Н6736 Раковцы — Вауки.
В деревне находится кладбище солдат Российской империи времён Первой мировой войны.